# Đồng Xoài
Đồng Xoài is een thị xã in Vietnam en is de hoofdplaats van de provincie Bình Phước. Đồng Xoài telt naar schatting 28.000 inwoners.